# Habitatge a la plaça de Sant Roc, 39 (Bellpuig)
L'Habitatge a la plaça de Sant Roc, 39 és una obra gòtica de Bellpuig (Urgell) inclosa a l'Inventari del Patrimoni Arquitectònic de Catalunya.

## Descripció

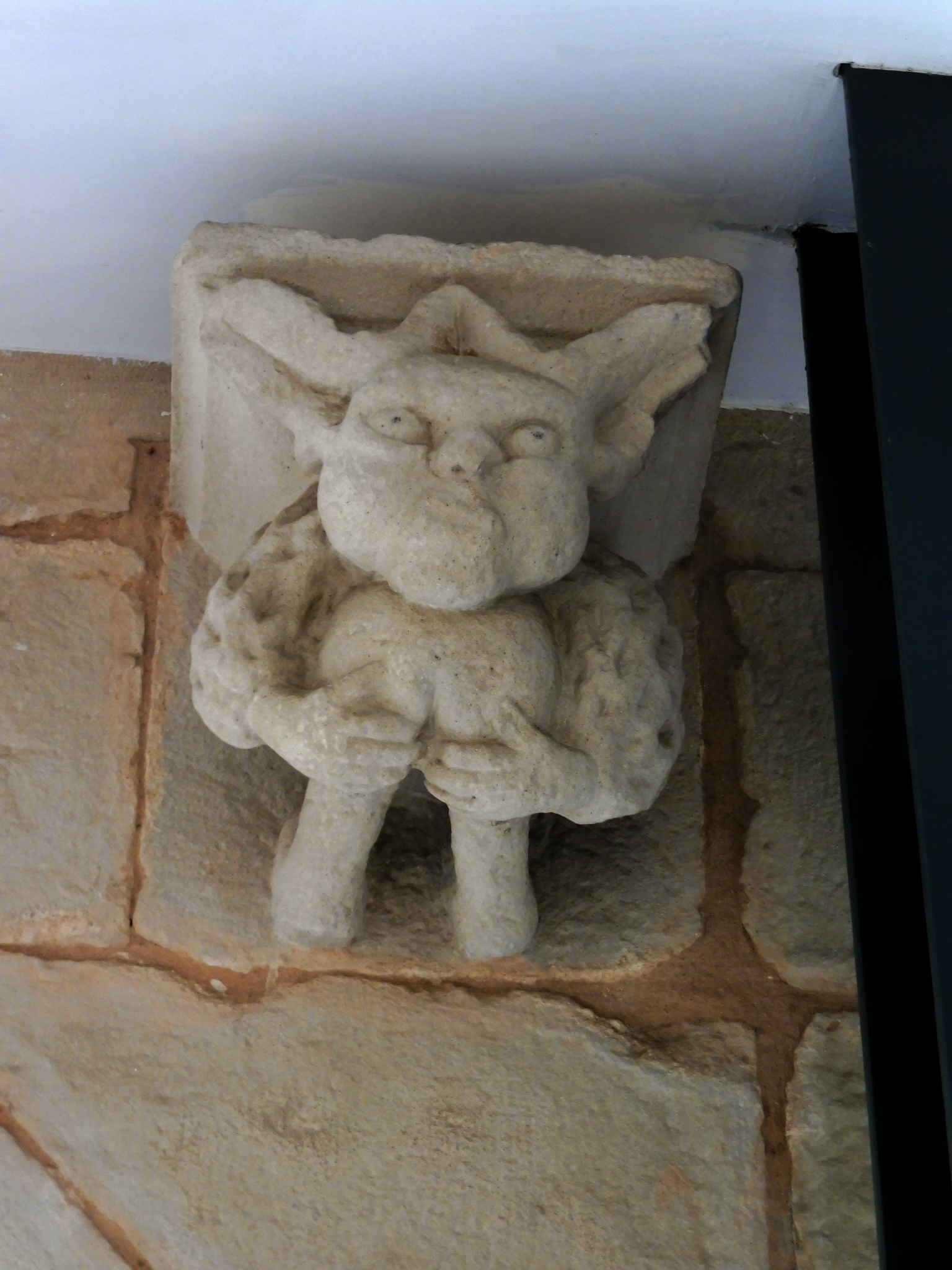
Una de les mènsules

És un habitatge situat a la plaça de Sant Roc que consta de planta baixa, dos pisos. A la planta baixa s'obre un porxo, que continua per tota la plaça, d'arcs de mig punt recolzats sobre pilastres; aquests arcs són els més antics del carrer, la resta són de mig punt rebaixats i recolzats sobre pilars. A l'interior del porxo s'obre la porta d'entrada d'arc de mig punt rebaixat i adovellat i, entre les arcades, hi ha tres mènsules diferents que representen un diable, un àngel i una ovella en actituds burlesques. La planta noble té dues portes balconeres amb barana molt senzilla de ferro i les golfes s'obren al carrer per dues finestres allindades.